# Comuna Krasnoiillea, Verhovîna
Krasnoiillea (în ucraineană Красноїлля) este o comună în raionul Verhovîna, regiunea Ivano-Frankivsk, Ucraina, formată din satele Krasnoiillea (reședința) și Vîhoda.

## Demografie
Componența lingvistică a comunei Krasnoiillea
     Ucraineană (99,86%)
     Alte limbi (0,14%)
Conform recensământului din 2001, majoritatea populației comunei Krasnoiillea era vorbitoare de ucraineană (99,86%), existând în minoritate și vorbitori de alte limbi.